# Nemeritis nactor
Nemeritis nactor là một loài tò vò trong họ Ichneumonidae.